# Alès Bialiatski
Alès Beliatski / Aliaksandr Bialiatski
Alès Viktaravitch Bialiatski (en biélorusse : Алесь Віктаравіч Бяляцкі ; en russe : Алесь Викторович Беляцкий, Alès Viktorovitch Beliatski), né le 25 septembre 1962 à Värtsilä, est un militant politique biélorusse connu pour son travail à la tête du Centre des droits de l'homme Viasna, la principale organisation de défense des droits de l'homme en Biélorussie. Il est le vice-président de la Fédération internationale pour les droits humains. Alès Bialiatski a reçu le prix Homo Homini, le prix Per-Anger en 2006 et le prix Nobel de la paix en 2022 pour ses efforts pour la promotion des droits de l'homme et de la démocratie dans son pays.

## Biographie
Alès Bialiatski est né à Värtsilä, dans l'actuelle Carélie, en Russie, de parents biélorusses. Son père, Viktar Bialiatski, est originaire du raïon de Rahatchow. Sa mère, Nina, est originaire du raïon de Narowlia. En 1965, la famille retourne en Biélorussie pour s’installer à Svietlahorsk, dans la région de Gomel.
Spécialiste de la littérature biélorusse, Alès Bialiatski décroche en 1984 un diplôme en philologie russe et biélorusse à l'université d’État de Gomel (en). Au cours de ses études, il rencontre plusieurs personnes qui devinrent plus tard des auteurs célèbres, notamment Anatol Sys, Édouard Akouline (be), Siarjouk Sys (be) et Anatol Kazlow (be).
Après avoir obtenu son diplôme, Alès Bialiatski enseigne dans le raïon de Leltchytsy, dans la région de Gomel.
Entre 1985 et 1986, il sert dans l'armée en tant que conducteur de véhicule blindé dans une batterie d'artillerie antichars près de la ville russe d'Iekaterinbourg.
En 1996, il fonde l'ONG Viasna (Printemps) spécialisée dans l'aide aux victimes des exactions du régime de Loukachenko.
Dans la vague de répression frappant les opposants biélorusses, il est arrêté par les autorités de son pays en 2011 pour de prétendues fraudes fiscales.
Le prix Lech-Wałęsa lui est décerné par la fondation du même nom le 28 septembre 2012. Puis, en même temps que Nelson Mandela, en 2013, il reçoit le prix des Droits de l’Homme Václav Havel pour la première édition du prix créé par l'Assemblée parlementaire du Conseil de l'Europe.
Il est libéré le 21 juin 2014, dans le cadre de l'« amnistie liée au 70e anniversaire de la libération de la Biélorussie de l'envahisseur nazi ».
En 2020, il est co-lauréat du Right Livelihood Award (ou « prix Nobel alternatif »), prix qu'il partage avec l'avocat afro-américain Bryan Stevenson, l'avocate iranienne Nasrin Sotoudeh et la défenseuse nicaraguayenne des droits des peuples autochtones Lottie Cunningham Wren.
Il est de nouveau arrêté et emprisonné le 14 juillet 2021 par le pouvoir, qui l'accuse de fraude fiscale,.
Le prix Nobel de la paix 2022 est attribué à Alès Bialiatski ainsi qu'à l'ONG Memorial et au Centre pour les libertés civiles ukrainien,. Alors en détention à la prison Volodarka à Minsk en vue de son procès, c'est son épouse Natalia Pintchouk qui se rend à Oslo et prononce le discours de réception à sa place.
Son procès, conjointement à ses collaborateurs Valentin Stefanovitch et Vladimir Labkovitch, s'ouvre à Minsk le 2 mars 2023. Ils sont accusés d'avoir fait entrer de grandes quantités d'argent liquide en Biélorussie et d'avoir "financé des actions collectives portant gravement atteinte à l'ordre public". Ils risquent 7 à 12 ans de prison. Tous trois ont plaidé non coupable.
Le 3 mars 2023, ils sont condamnés respectivement à dix, neuf et sept ans de prison.
La France dénonce des condamnations qui « témoigne une nouvelle fois de la politique de répression sans précédent conduite par les autorités biélorusses à l’encontre du mouvement de protestation pacifique qui a émergé à l’issue du scrutin frauduleux de l’élection présidentielle d'Alexandre Loukachenko le 9 août 2020 »